# Sergi Samper
Sergi Samper Montaña (Barcelona, 20 de janeiro de 1995) é um futebolista espanhol que atua como volante. Atualmente defende o Motor Lublin, da Polônia.

## Carreira
Foi incorporado ao Barcelona B na temporada 2013–14. Em maio de 2013, renovou seu contrato até 2017. O jogador estreou como profissional no dia 17 de agosto, contra o Mirandés.
Estreou no elenco principal do Barcelona em 17 de setembro de 2014, contra o APOEL, em partida válida pela Liga dos Campeões da UEFA. Assim, tornou-se o primeiro jogador do clube a percorrer todas das categorias de base do clube, iniciada desde a escola para crianças a partir de seis anos de idade.
Em julho de 2016 renovou seu vínculo com o clube por três temporadas, assim como foi promovido a equipe principal. Um mês depois, no dia 26 de agosto, foi emprestado ao Granada para a temporada 2016–17.

## Títulos
Barcelona
- Copa do Mundo de Clubes da FIFA: 2015[8]
- Supercopa da Espanha: 2016
- International Champions Cup: 2017

Vissel Kobe
- Copa do Imperador: 2019
- Supercopa do Japão: 2020